# Remy (Oise)
Remy és un municipi francès, situat al departament de l'Oise i a la regió dels Alts de França. L'any 2007 tenia 1.756 habitants.

## Demografia

### Població
El 2007 la població de fet de Remy era de 1.756 persones. Hi havia 638 famílies de les quals 136 eren unipersonals (64 homes vivint sols i 72 dones vivint soles), 193 parelles sense fills, 253 parelles amb fills i 56 famílies monoparentals amb fills.
La població ha evolucionat segons el següent gràfic:
Habitants censats

### Habitatges
El 2007 hi havia 702 habitatges, 656 eren l'habitatge principal de la família, 13 eren segones residències i 33 estaven desocupats. 654 eren cases i 39 eren apartaments. Dels 656 habitatges principals, 487 estaven ocupats pels seus propietaris, 154 estaven llogats i ocupats pels llogaters i 15 estaven cedits a títol gratuït; 3 tenien una cambra, 37 en tenien dues, 87 en tenien tres, 184 en tenien quatre i 344 en tenien cinc o més. 528 habitatges disposaven pel capbaix d'una plaça de pàrquing. A 267 habitatges hi havia un automòbil i a 328 n'hi havia dos o més.

### Piràmide de població
La piràmide de població per edats i sexe el 2009 era:
| Homes | Edats   | Dones |
| ----- | ------- | ----- |
| 0     | 95 o +  | 0     |
| 4     | 90 a 94 | 4     |
| 16    | 85 a 89 | 0     |
| 8     | 80 a 84 | 8     |
| 4     | 75 a 79 | 28    |
| 20    | 70 a 74 | 36    |
| 16    | 65 a 69 | 32    |
| 44    | 60 a 64 | 32    |
| 36    | 55 a 59 | 36    |
| 72    | 50 a 54 | 24    |
| 72    | 45 a 49 | 84    |
| 84    | 40 a 44 | 96    |
| 96    | 35 a 39 | 104   |
| 48    | 30 a 34 | 60    |
| 48    | 25 a 29 | 48    |
| 32    | 20 a 24 | 36    |
| 68    | 15 a 19 | 92    |
| 100   | 10 a 14 | 120   |
| 64    | 5 a 9   | 88    |
| 72    | 0 a 4   | 36    |

## Economia
El 2007 la població en edat de treballar era de 1.159 persones, 873 eren actives i 286 eren inactives. De les 873 persones actives 812 estaven ocupades (448 homes i 364 dones) i 61 estaven aturades (28 homes i 33 dones). De les 286 persones inactives 85 estaven jubilades, 119 estaven estudiant i 82 estaven classificades com a «altres inactius».

### Ingressos
El 2009 a Remy hi havia 638 unitats fiscals que integraven 1.777 persones, la mediana anual d'ingressos fiscals per persona era de 19.529 €.

### Activitats econòmiques
Dels 51 establiments que hi havia el 2007, 1 era d'una empresa extractiva, 2 d'empreses alimentàries, 1 d'una empresa de fabricació d'elements pel transport, 3 d'empreses de fabricació d'altres productes industrials, 8 d'empreses de construcció, 6 d'empreses de comerç i reparació d'automòbils, 7 d'empreses de transport, 4 d'empreses d'hostatgeria i restauració, 2 d'empreses d'informació i comunicació, 1 d'una empresa financera, 2 d'empreses immobiliàries, 5 d'empreses de serveis, 7 d'entitats de l'administració pública i 2 d'empreses classificades com a «altres activitats de serveis».
Dels 13 establiments de servei als particulars que hi havia el 2009, 1 era una oficina de correu, 2 tallers de reparació d'automòbils i de material agrícola, 4 paletes, 1 fusteria, 2 lampisteries, 1 perruqueria i 2 restaurants.
Dels 3 establiments comercials que hi havia el 2009, 1 era una botiga de menys de 120 m², 1 una fleca i 1 una peixateria.
L'any 2000 a Remy hi havia 15 explotacions agrícoles.

## Equipaments sanitaris i escolars
L'únic equipament sanitari que hi havia el 2009 era una farmàcia.
El 2009 hi havia 1 escola maternal i 1 escola elemental.

## Poblacions properes
El següent diagrama mostra les poblacions més properes.